# Annemari Kiekara
Annemari Birgitta Kiekara (* 2. Januar 1977 in Kalanti – heute Teil von Uusikaupunki – als Annemari Sandell, zwischenzeitlich auch Sandell-Hyvärinen) ist eine finnische Leichtathletin, die sich auf den Langstreckenlauf spezialisiert hat. Ihr größter Erfolg war der Gewinn der Goldmedaille bei den Crosslauf-Europameisterschaften 1995 in Alnwick.

## Sportliche Laufbahn
Erste internationale Erfahrungen sammelte Annemari Kiekara im Jahr 1990, als sie bei den Juniorenweltmeisterschaften in Plowdiw im 3000-Meter-Lauf mit 9:28,46 min im Vorlauf ausschied. Im Jahr darauf erreichte sie bei den Junioreneuropameisterschaften in Thessaloniki über dieselbe Distanz in 9:44,14 min Rang elf. Bei den Crosslauf-Weltmeisterschaften 1992 in Boston erreichte sie nach 14:07 min Rang 14 in der U20-Wertung und anschließend belegte sie bei den Juniorenweltmeisterschaften im südkoreanischen Seoul in 8:56,02 min den fünften Platz über 3000 Meter. 1993 erreichte sie bei den Crosslauf-Weltmeisterschaften in Amorebieta-Etxano nach 14:52 min Rang 15 in der U20-Wertung und anschließend gewann sie bei den Junioreneuropameisterschaften in San Sebastián in 8:51,22 min die Silbermedaille über 3000 Meter. Zudem qualifizierte sie sich über diese Distanz erstmals für die Weltmeisterschaften in Stuttgart, bei denen sie mit 8:53,58 min im Finale auf Rang 13 landete.
1994 klassierte sie sich bei den Juniorenweltmeisterschaften in Lissabon in 9:04,10 min auf dem vierten Platz und im Jahr darauf siegte sie bei den Crosslauf-Weltmeisterschaften 1995 in Durham nach 14:04 min in der U20-Altersklasse. Im 10.000-Meter-Lauf qualifizierte sie sich für die Weltmeisterschaften in Göteborg und wurde dort in 31:54,29 min Neunte. Anfang Dezember feierte sie mit dem Sieg bei den zweiten Crosslauf-Europameisterschaften in Alnwick nach 13:52 min in der allgemeinen Klasse ihren größten internationalen Erfolg. 1996 gewann sie dann bei den Crosslauf-Weltmeisterschaften in Stellenbosch nach 13:32 min die Silbermedaille in der U20-Wertung und nahm über 10.000 Meter an den Olympischen Spielen in Atlanta teil und belegte dort in 32:14,66 min im Finale den zwölften Platz. Im Dezember gewann sie dann bei den Crosslauf-Europameisterschaften in Charleroi nach 17:19 min die Bronzemedaille hinter der Schwedin Sara Wedlund und Julia Vaquero aus Spanien.
Bei den Crosslauf-Weltmeisterschaften 1997 in Turin erreichte sie nach 21:38 min Rang 15 und wurde anschließend bei den U23-Europameisterschaften im heimischen Turku über 5000 Meter in 15:50,94 min Vierte und gewann über 10.000 Meter in 32:48,57 min die Silbermedaille hinter der Jugoslawin Olivera Jevtić. Daraufhin erreichte sie bei den Weltmeisterschaften in Athen in 33:00,11 min Rang 15 über 10.000 Meter und verzichtete dann auf einen Start über 5000 Meter. Im Dezember belegte sie dann bei den Crosslauf-Europameisterschaften in Oeiras nach 17:39 min Rang vier. Die Crosslauf-Weltmeisterschaften 1998 in Marrakesch beendete sie nach 28:01 min auf dem 48. Platz und anschließend belegte sie bei den Europameisterschaften in Budapest in 15:20,78 min den fünften Platz über 5000 Meter und in 32:22,52 min Rang sieben über 10.000 Meter. Daraufhin klassierte sie sich bei den Halbmarathon-Weltmeisterschaften in Zürich nach 1:10:04 h auf dem fünften Platz und gewann im Dezember bei den Crosslauf-Europameisterschaften in Ferrara nach 18:10 min die Silbermedaille hinter der Britin Paula Radcliffe. Bei den Crosslauf-Weltmeisterschaften 1999 in Belfast erreichte sie nach 29:31 min Rang 22 im längeren Rennen und gewann über die Kurzstrecke nach 15:17 min die Bronzemedaille hinter der Kenianerin Jackline Maranga und Yamna Oubouhou aus Frankreich. Bei den Weltmeisterschaften in Sevilla schied sie über 5000 Meter mit 15:41,23 min im Vorlauf aus und konnte ihr Rennen über 10.000 Meter anschließend nicht beenden.
Ab Ende der 1990er-Jahre konzentrierte sie sich vermehrt auf den Straßenlauf, wurde jedoch immer wieder durch Verletzungen zu längeren Pausen gezwungen. 1996 gewann sie den Giro Media Blenio. 2000 belegte sie einen neunten Platz beim Lissabon-Halbmarathon und einen 14. Platz beim Boston-Marathon und Plante einen Start bei den Olympischen Spielen in Sydney im Marathon, den sie verletzungsbedingt aber nicht wahrnehmen konnte. Sie nahm im Frühjahr 2000 aber ein weiteres Mal an den Crosslauf-Weltmeisterschaften in Vilamoura teil und erreichte dort nach 27:26 min Rang 24 und verzichtete dann auf einen Start über die Kurzstrecke.
Danach heiratete sie und bekam im Juli 2004 das erste von zwei Kindern. Seither ist sie Hausfrau und Mutter, nimmt jedoch nach Möglichkeit bei den Kaleva-Spielen, den Finnischen Meisterschaften, teil. 2009 startete sie ein weiteres Mal bei den Halbmarathon-Weltmeisterschaften in Amman, konnte dort ihr Rennen aber nicht beenden.
1999, 2000, 2005, 2008 und 2009 sowie 2020 wurde Kiekara finnische Meisterin im 5000-Meter-Lauf. Zudem siegte sie 2005, von 2007 bis 2009 und 2020 auch über 10.000 Meter.

## Persönliche Bestleistungen
- 1500 Meter: 4:14,55 min, 13. Juni 1996 in Lapinlahti
- Meile: 4:34,48 min, 11. Juli 1996 in Turku
- 3000 Meter: 8:48,36 min, 29. Juni 1996 in Bergen
- 5000 Meter: 14:56,22 min, 8. Juli 1996 in Stockholm (finnischer Rekord)
- 10.000 Meter: 31:40,42 min, 27. Juli 1996 in Atlanta (finnischer Rekord und U20-Europarekord)
- Halbmarathon: 1:10:04 h, 27. September 1998 in Uster (finnischer Rekord)
- Marathon: 2:41:21 h, 15. Dezember 2019 in Pisa